# 战火熔炉
《战火熔炉》是2020年播出的中国抗美援朝题材电视剧，由董哲、郑桦执导，付辛博、董琦、李感、兰海蒙、鞠帛展、刘翰阳、孙浩涪等主演。2020年10月在央视八套播出。